# Romero Britto
Romero Britto (* 6. Oktober 1963 in Recife) ist ein brasilianischer Neo-Pop-Künstler.

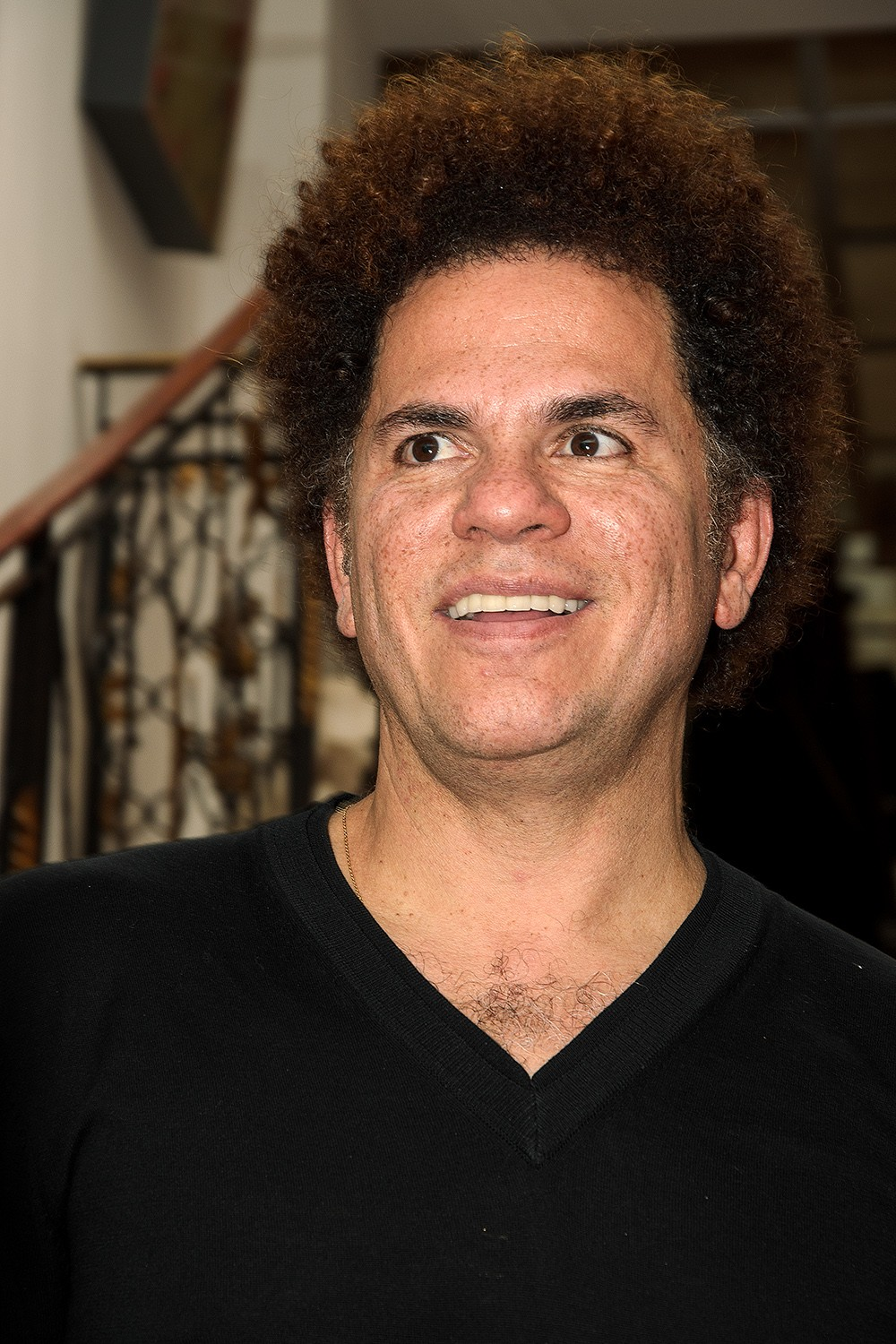
Romero Britto, 2012

## Werk und Leben

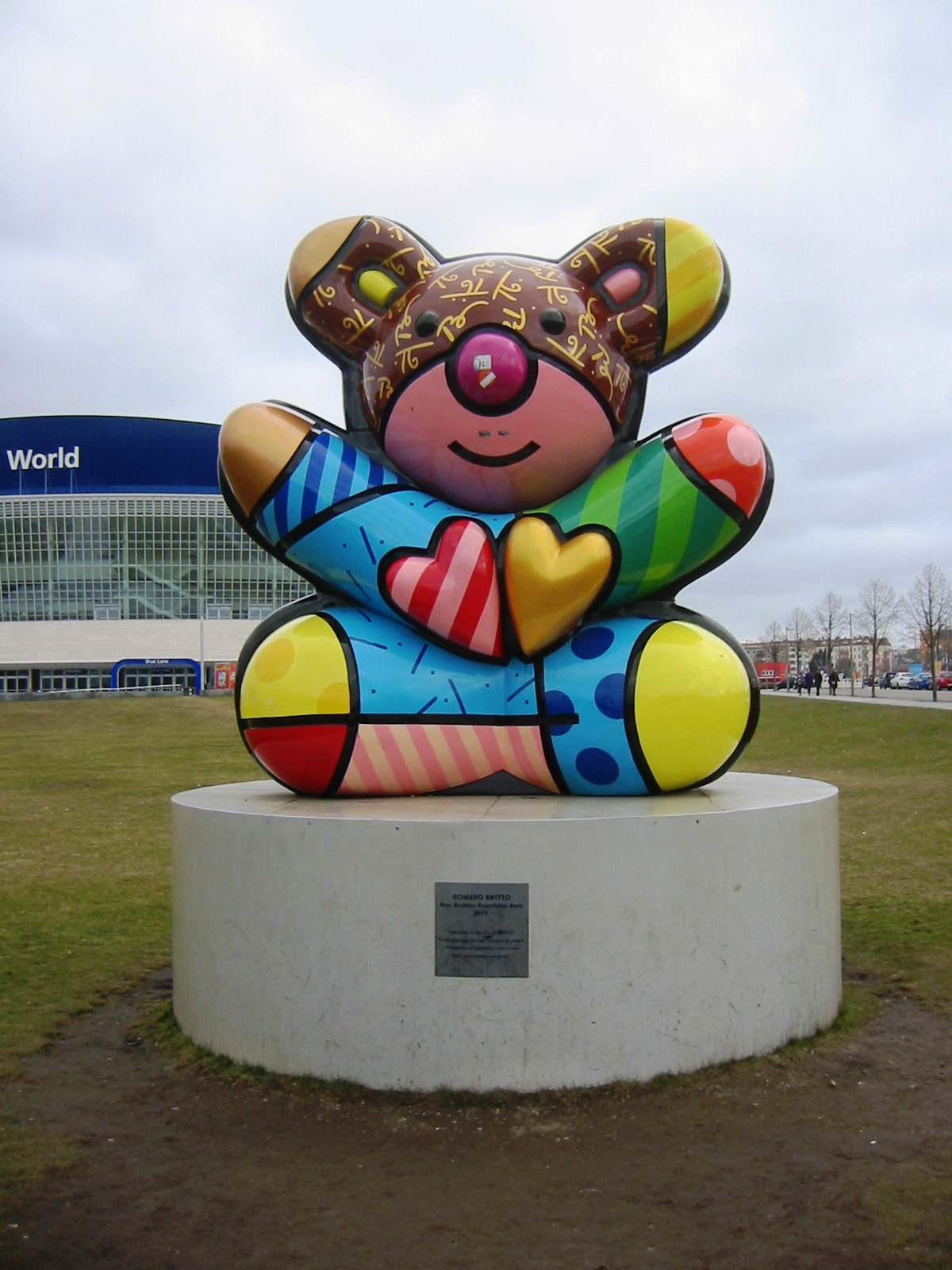
Best Buddies Friendship Bear in Berlin-Friedrichshain vor der Mercedes-Benz Arena (ehem. O2)

Romero Britto, der bis 1987 in Miami arbeitende Vertreter der Neo-Pop-Art, ist bekannt für seine fröhlichen bunten Bilder und Skulpturen. Mit seiner neuartigen Ausdrucksweise reflektiert er seine optimistische positive Einstellung gegenüber dem Leben. Hierbei lässt er sich von alten und modernen Meistern beeinflussen. In seinen farbenfrohen Arbeiten kombiniert Britto Elemente aus dem Kubismus, der Pop-Art und dem Graffiti.
Er hat Kunstprojekte für Firmen wie Absolut Vodka, BMW, Cirque du Soleil, Evian, NFL, Disney, Pepsi, Royal Caribbean International, Volvo und Unilever gemacht. Im Jahre 2005 wurde er zum Kunstbotschafter Floridas ernannt. Ab 2011 stand ein Britto-Best Buddies Friendship Bear – ein Geschenk der verstorbenen Kennedy-Schwester  Eunice Shriver an Berlin – auf dem Gelände vor der Uber Arena.
2014 wurde er zum FIFA-Botschafter der Fußball-Weltmeisterschaft 2014 in Brasilien ernannt.
Zu seinen Sammlern zählen Prominente wie Arnold Schwarzenegger, David Caruso, Pelé, Andre Agassi, Ted Kennedy, Eileen Guggenheim oder Columba Bush, für deren Ehemann Jeb Bush Britto auf der Art Basel in Miami Beach im Dezember 2015 die Präsidentschaftskandidatur mit der Charity-Veranstaltung „Pop Art, Politics & Jeb“ unterstützte.

## Familie
Romero Britto, als siebtes von neun Kindern geboren, ist verheiratet und hat einen Sohn.

## Kunstbücher über Britto
- Romero Britto, Nan Miller, 1994, ISBN 1-0940-5772-X, ISBN 1-0940-5773-8 (Luxus Edition)
- Romero Britto, Flying Fish&Mickey Mouse, Museu Nacional de Belas Artes, 1998
- Romero Britto, Life, Threefold Limited, 2000, ISBN 0-9525833-7-2